# André Guillaumin
André Joseph Louis Edmond Armand Guillaumin (* 21. Juni 1885 in Bois-Méan, Arrou, Département Eure-et-Loir; † 29. Mai 1974 in Athis-Mons, Département Essonne) war ein französischer Botaniker. Sein botanisches Autorenkürzel lautet „Guillaumin“.

## Leben
Guillaumin war der Sohn von Théophile Armand Guillaumin und seiner Ehefrau Marie Amélie Busson. Sein Vater war Landbesitzer. Er besuchte das Jesuitenkolleg in der Rue de Vaugirard in Paris und machte 1906 seinen Abschluss in den Naturwissenschaften. Anschließend führte er seine ersten wissenschaftlichen Forschungen in den Botaniklabors des Muséum national d’histoire naturelle durch. Im Jahr 1909 wurde er von Henri Lecomte als Präparator für den Lehrstuhl für Botanik (Klassifikation und natürliche Familien der Phanerogame) eingestellt. Am 26. Juli 1910 heiratete er Marie Thérèse Ernestine Manigant in Paris, mit der er mehrere Kinder hatte. Im selben Jahr wurde er zum Docteur ès sciences in den Biowissenschaften promoviert. Bei Ausbruch des Ersten Weltkriegs wurde Guillaumin 1914 im Rang eines Unterleutnants der Infanterie mobilisiert und 1917 wurde er Hauptmann im 102e régiment d’infanterie. Er wurde zweimal verwundet.
1920 wurde er Assistent am Lehrstuhl für Botanik, Organographie und Pflanzenphysiologie, bevor er im selben Jahr an den Lehrstuhl für Ackerbau wechselte. Diesen leitete er ab 1932 als Nachfolger des pensionierten Désiré Bois (1856–1946). 1935 wurde er zum Präsidenten der Société botanique de France gewählt. 1939 wurde er als Bataillonschef im 102e régiment d’infanterie erneut mobilisiert. Er wurde Major der Garnison Mézières in den Ardennen und verbrachte zwei Monate in Kriegsgefangenschaft. Am 23. August 1940 wurde er demobilisiert.
Von 1947 bis 1950 war er Beisitzer des Direktors des Muséum national d’histoire naturelle in Paris. 1950 verbrachte er acht Monate lang seinen einzigen Aufenthalt in Neukaledonien. 1956 ging er in den Ruhestand. Er war der letzte Inhaber des Lehrstuhls für Ackerbau.
Am Muséum national d’histoire naturelle initiierte er einen Wintergarten, einen Alpengarten, einen Wüstengarten und einen Arzneigarten, ein Gewächshaus für Nutzpflanzen und einen ökologischen Park. Er beteiligte sich an der Rekonstruktion der Botanikschule und war Mitbegründer des „Jardin de Jussieu“ (mit Paul Jovet und Paul Cuynet) auf der Domaine de Chèvreloup.
Guillaumin war auch Gärtner und Systematiker. Er war ein Spezialist für die Flora Neukaledoniens, studierte jedoch auch die Floren der Neuen Hebriden und Indochinas. Seine Bibliographie umfasst Schriften über Orchideen, Kakteengewächse, Sukkulente, Sauerkleegewächse, Rautengewächse, Burseraceae, Zaubernussgewächse, Tausendblattgewächse, Wassersterne, Rhizophoragewächse, Melistomaceae, Crypteroniaceae, Zitruspflanzen und verschiedene Gartenbau- und Nahrungspflanzen. Unter den 750 Veröffentlichungen aller Art – Notizen, Artikel, Berichte oder Bücher –, die er verfasste, zählen Flore générale de l’Indo-Chine (1910, 1911, 1912, 1920, 1921), Arbres et arbrisseaux utiles ou ornementaux (1928). Les Fleurs de jardins (vier Bände, 1929–1936), Les Cactées cultivées (1931) und Flore analytique et synoptique de la Nouvelle-Calédonie, Phanérogames (1948) zu seinen bekanntesten. 1928 puplizierte er in Zusammenarbeit mit Bois das Werk Les Cactacées utiles du Mexique von Léon Diguet (1859–1926). Darüber hinaus trug er zur Entwicklung einer rationalen gärtnerischen Nomenklatur bei.
Guillaumin starb am 24. Mai 1974 im Alter von 89 Jahren.

## Ehrungen und Dedikationsnamen
André Guillaumin war Ritter (1920) und später Offizier der Ehrenlegion (1937), Offizier des Ordre des Palmes Académiques, Offizier des Ordre du Mérite agricole sowie Offizier der Ordre de l’Instruction Publique. Zudem wurde er mehrfach von der Académie des Sciences ausgezeichnet.
Im Jahr 2016 wurde ihm zu Ehren der André-Guillaumin-Park in Arrou in Anwesenheit seines Sohnes Jacques Guillaumin eingeweiht. In Nouméa, der Hauptstadt des französischen Überseegebiets Neukaledonien, ist eine Straße nach ihm benannt.
Nach Guillaumin sind die Kakteenhybridgattung × Guillauminara P.V.Heath, die Gattung Guillauminia A.Bertrand (heute ein Synonym für Aloe) aus der Familie der Affodillgewächse und die Art Mammillaria guillauminiana Backeb. benannt.